# 1996 en sport
Cet article présente les faits marquants de l'année 1996 en sport.

## Automobile
- 25 janvier : Patrick Bernardi remporte le Rallye automobile Monte-Carlo.
- 19 mai : Olivier Panis remporte le Grand Prix de Monaco de Formule 1 au volant d'une Ligier. C'est la dernière victoire d'un pilote français en F1 avant celles de Pierre Gasly en 2020 et d'Esteban Ocon en 2021, près d'un quart de siècle plus tard.
- Dale Jarrett remporte le Daytona 500.
- 24 Heures du Mans remporté par l'équipage Manuel Reuter / Davy Jones / Alexander Wurz - (TWR-Porsche).
- 16 septembre (Rallye) : le Finlandais Tommi Mäkinen remporte le premier de ses quatre titres de Champion du monde des rallyes sur Mitsubishi Lancer Evolution III.
- 13 octobre : Damon Hill remporte le Championnat du monde de Formule 1 au volant d'une Williams-Renault.
- 24 novembre : Rusty Wallace remporte le Suzuka NASCAR Thunder 100 à Suzuka, la première course de NASCAR s'étant tenu au Japon.

## Baseball
- Finale du championnat de France : Saint-Lô bat Montpellier.
- Les New York Yankees remportent par 4 victoires à 2 les World Series face aux Atlanta Braves.

## Basket-ball
- 13 mars : Tarbes Gespe Bigorre (France) remporte la Coupe Ronchetti face les italiennes d'Alcamo.
- 21 mars : Coupe des Champions féminine : Wuppertal (Allemagne) remporte l'épreuve en battant Côme (Italie) en finale, 76-62.
- avril : le CJM Bourges conserve son titre de champion de France féminin après avoir remporté son premier Tournoi de la Fédération.
- 11 avril : Euroligue : Panathinaïkos (Grèce) bat le FC Barcelone (Espagne) en finale, 67-66.
- 24 avril : la NBA approuve officiellement la création de la WNBA, ligue professionnelle de basket-ball féminin[1]
- 1er juin : Pau-Orthez est champion de France masculin.
- 13 juin : les Bulls de Chicago de Michael Jordan remportent le titre NBA face aux SuperSonics de Seattle par 4 à 2 après avoir conclu la saison par un record de 72-10 (record historique en NBA).
- 29 octobre : la NBA publie la liste des Meilleurs joueurs du cinquantenaire.
- Les États-Unis remportent les Jeux olympiques d'Atlanta.

## Cricket
- 17 mars : le Sri Lanka remporte sixième édition de la Coupe du monde face à l'Australie.

## Cyclisme
- 17 mars : le Français Laurent Jalabert remporte la course à étapes Paris-Nice.
- 14 avril : le Belge Johan Museeuw enlève le Paris-Roubaix du centenaire.
- 9 juin : le Russe Pavel Tonkov remporte le Tour d'Italie.
- 21 juillet : le Danois Bjarne Riis s'impose sur le Tour de France. Onze ans plus tard, ASO a décidé de déclasser Riis à la suite de ses aveux de dopage et laissa le palmarès vierge pour l'édition 1996.
  - Article détaillé : Tour de France 1996
- 29 septembre : le Suisse Alex Zülle s'impose sur le Tour d'Espagne.
- 13 octobre : le Belge Johan Museeuw champion du monde sur route sur la course en ligne.
- Le Français Laurent Jalabert enlève le classement final UCI 1996.

## Football
- 5 mai : pour la cinquième fois en six ans, Éric Cantona est champion d'Angleterre. Troisième titre consécutif pour Manchester United.
- 8 mai : le Paris Saint-Germain enlève la Coupe d'Europe des vainqueurs de coupes face au Rapid de Vienne, 1-0.
- 11 mai : l'AJ Auxerre remporte le Championnat de France de football et signe un doublé coupe-championnat.
- 11 mai : nouveau doublé coupe-championnat pour Manchester United qui s'adjuge la FA Challenge Cup face à Liverpool F.C. (1-0). L'unique but de la partie est signé par le King Éric Cantona.
- 15 mai : le Bayern de Munich remporte la Coupe UEFA face aux Girondins de Bordeaux.
- 22 mai : la Juventus remporte la Ligue des champions face à l'Ajax Amsterdam aux tirs au but.
- 30 juin : l'Allemagne remporte le Championnat d'Europe de football.
  - Article détaillé : Championnat d'Europe de football 1996

## Football américain
- 28 janvier : les Dallas Cowboys remportent le Super Bowl XXX face aux Pittsburgh Steelers, 27-17. Article détaillé : Saison NFL 1995.
- 23 juin : NFL Europe, World Bowl IV : Scottish Claymores (Écosse) 32, Francfort Galaxy (Allemagne) 27.
- Finale du championnat de France : Mousquetaires Plessis bat Argonautes Aix.
- Eurobowl X : Hambourg Blue Devils (Allemagne) 21, Argonautes Aix (France) 14.

## Football australien
- North Melbourne gagne la 100e édition du championnat AFL face aux Sydney Swans.

## Football canadien
- 2 février :  annonce du déménagement à Montréal des Stallions de Baltimore, le club reprenant le nom des Alouettes de Montréal.
- 24 novembre : les Argonauts de Toronto remportent la coupe Grey face aux Eskimos d'Edmonton, 43-37.

## Golf
- Avril : Nick Faldo (Grande-Bretagne) remporte le Masters.
- 16 juin : Steve Jones (USA) gagne le tournoi de l'US Open.
- Juillet : Tom Lehman (É.-U.) remporte le British Open.
- Août : Mark Brooks (USA) enlève le tournoi de l'USPGA.

## Hockey sur glace
- Coupe Magnus : Brest champion de France.
- SC Berne champion de Suisse.
- 6 mai : la République tchèque remporte les championnats du monde en s'imposant en finale face au Canada (4-2).
- l'Avalanche du Colorado remporte la Coupe Stanley en battant les Panthers de la Floride par 4 victoires à zéro.
- Le Gap Hockey Club est champion de France de Hockey sur glace Division 1.
- Fondation de la concession thetfordoise de hockey semi-professionnel les Coyotes, maintenant connue sous le nom de l'Isothermic.
- 11 mars : fermeture du Forum de Montréal ancien domicile des Canadiens de Montréal.

## Jeux olympiques
- Jeux olympiques d'été à Atlanta (É.-U.).
  - Article de fond: Jeux olympiques d'été de 1996.

## Moto
- Vitesse
  - 500 cm3 : Michael Doohan (Australie) champion du monde en 500 cm3 sur une Honda.
  - 250 cm3 : Max Biaggi (Italie) champion du monde en 250 cm3 sur une Aprilia.
  - 125 cm3 : Haruchika Aoki (Japon) champion du monde en 125 cm3 sur une Honda.
- Endurance
  - 6 - 7 avril : 24 heures du Mans Moto. Kawasaki remporte l'épreuve avec les pilotes Bontempi, D'Orgeix et Morrison.
  - Bol d'or : Honda remporte l'épreuve avec les pilotes Vieira, Lavieille et Costes.
- Moto-cross
  - 500 cm3 : Joël Smets (Belgique) est champion de monde en 500 cm3 sur une Husaberg.
  - 250 cm3 : Stephane Everts (Belgique) est champion de monde en 250 cm3 sur une Honda.
  - 125 cm3 : Sébastien Tortelli (France) est champion de monde en 125 cm3 sur une Kawasaki.
- Enduro
  - 22 février : Enduro du Touquet : Arnaud Demeester s'impose sur les plages du Touquet sur une Yamaha.

## Natation
- 20 juillet : le nageur belge Frederik Deburghgraeve bat le record du monde du 100 m brasse, en 1 min 00 s 60, lors des Jeux olympiques d'été à Atlanta.

## Rugby à XIII
- 16 mai : à Perpignan, Limoux remporte la Coupe de France face à Carcassonne 31-12.
- 25 mai : à Narbonne, Villeneuve-sur-Lot remporte le Championnat de France face à Saint-Estève 27-26.

## Rugby à XV
- 7 janvier : le Stade toulousain s'adjuge la première Coupe d'Europe face aux Cardiff Blues (18-21).
- 16 mars : le XV d'Angleterre remporte le Tournoi des Cinq Nations. Article détaillé : Tournoi des cinq nations 1996
  - Article détaillé : Tournoi des cinq nations 1996
- 1er juin : le Stade toulousain est champion de France.

## Ski alpin
- Championnats du monde à Sierra Nevada (Espagne) : l'Italie remporte 5 médailles, dont 4 d'or.
- Coupe du monde
  - Le Norvégien Lasse Kjus remporte le classement général de la Coupe du Monde.
  - L'Allemande Katja Seizinger remporte le classement général de la Coupe du Monde féminine.

## Tennis
- 27 - 28 janvier : Open d'Australie : Boris Becker s'impose dans le tableau masculin et Monica Seles fait de même chez les femmes.
- 8 - 9 juin : Roland Garros : Ievgueni Kafelnikov remporte le tournoi masculin, Steffi Graf enlève le tournoi féminin.
- 6 - 7 juillet : Wimbledon : Richard Krajicek gagne le tournoi masculin, Steffi Graf s'impose chez les femmes.
- 8 septembre : US Open : Pete Sampras remporte le tournoi masculin, Steffi Graf gagne chez les femmes.
- 29 novembre : Coupe Davis : la France s'impose 3-2 face à la Suède en finale.
  - Article détaillé : Coupe Davis 1996

## Voile
- 26 juin : Loïck Peyron gagne la Transat anglaise sur Fujicolor II.
- 19 août : Loïck Peyron remporte la course Québec - Saint-Malo sur Fujicolor II.

## Naissances
- 5 janvier : Luka Mkheidze, judoka français.
- 28 février : Karsten Warholm, athlète norvègien.
- 3 mai : Jack Rebours, coureur cycliste britannique
- 2 août : Federica Cesarini, rameuse italienne.
- 8 août : 
  - Kiko Seike, footballeuse internationale japonaise.
  - A'ja Wilson, basketteuse américaine.
- 5 septembre : Alpha Oumar Djalo, judoka français.
- 20 septembre : Sarah Bacon, plongeuse américaine.
- 4 octobre : Lillie Keenan, cavalière américaine.
- 27 novembre : Marie-Eve Gahié, judokate française.
- 4 décembre : Diogo Jota, footballeur portugais († 3 juillet 2025).
- 7 décembre : Lee Da-bin, taekwondoïste sud-coréenne.
- 19 décembre : Mayu Ikejiri, footballeuse internationale japonaise.

## Décès
- 27 janvier : Vyacheslav Lemeshev, 43 ans, boxeur soviétique. (° 3 avril 1952).
- 14 février : Bob Paisley, 77 ans, entraîneur de football.
- 20 février : Viktor Konovalenko, hockeyeur russe
- 4 avril : Barney Ewell, 78 ans, athlète américain, champion olympique du relais 4 × 100 mètres aux Jeux de Londres en 1948. (° 25 février 1918).
- 11 mai : Rodney Culver, 26 ans, joueur de football américain.
- 19 juin : Edvin Wide, 100 ans, athlète suédois, spécialiste des courses de fond. (° 22 février 1896).
- 23 juin : Ray Lindwall, 74 ans, joueur de cricket australien. (° 3 octobre 1921).
- 4 octobre : Silvio Piola, 83 ans, footballeur italien. (° 29 septembre 1913).
- 12 octobre : René Lacoste, 92 ans, joueur de tennis français. (° 2 juillet 1904).
- 21 octobre : Roger Lapébie, 85 ans, cycliste français.

- Dates non renseignées ou inconnues :
  - Hubert Opperman, 92 ans, coureur cycliste australien. (° 29 mai 1904).